# Nemzeti Bajnokság I (volleyboll, damer)
Nemzeti Bajnokság I är den översta serien i volleyboll för damer i Ungern. Serien omfattar åtta lag och har spelats sedan 1947. Den ungerska mästaren utses genom seriespel följt av cupspel. Tävlingen organiseras av Magyar Röplabda Szövetség, det ungerska volleybollförbundet.

## Resultat per år
| 1947 mer information    | Columbia SE               | Ganz                      | NTE                                     |              |              |
| 1947-48 mer information | Columbia SE               | Ganz                      | Polgári Sör                             |              |              |
| 1948-49 mer information | Ganz                      | Háztartási Bolt           | Polgári Sör                             |              |              |
| 1949-50 mer information | Ganz                      | Csepeli Vasas             | Budapest SE                             |              |              |
| 1950 mer information    | Budapest SE               | Édosz                     | Csepeli Vasas                           |              |              |
| 1951 mer information    | VTSK                      | Vasas Ganzvillamossági SK | Haladás                                 |              |              |
| 1952 mer information    | Haladás                   | VTSK                      | VM Háztartási Bolt                      |              |              |
| 1953 mer information    | Vasas Ganzvillamossági SK | Haladás                   | VM Háztartási Bolt                      |              |              |
| 1953-54 mer information | Petőfi                    | VTSK                      | Haladás                                 |              |              |
| 1955 mer information    | Petőfi                    | Vasas Ganzvillamossági SK | VM Háztartási Bolt                      |              |              |
| 1956                    | Ej genomförd              | Ej genomförd              | Ej genomförd                            | Ej genomförd | Ej genomförd |
| 1957 mer information    | Petőfi                    | VM Háztartási Bolt        | VTSK                                    |              |              |
| 1957-58 mer information | VM Háztartási Bolt        | Petőfi                    | Budapesti Vasutas SC                    |              |              |
| 1958-59 mer information | Vasas Turbó               | Petőfi                    | VM Háztartási Bolt                      |              |              |
| 1959-60 mer information | VM Háztartási Bolt        | Petőfi                    | Vasas Turbó                             |              |              |
| 1960-61 mer information | Petőfi                    | Vasas Turbó               | Vörös Meteor                            |              |              |
| 1961-62 mer information | Vasas Turbó               | Építok                    | Petőfi                                  |              |              |
| 1962-63 mer information | Újpesti TE                | Építok                    | Vörös Meteor                            |              |              |
| 1964 mer information    | Újpesti TE                | Vasas Turbó               | Vörös Meteor                            |              |              |
| 1965 mer information    | Újpesti TE                | Vörös Meteor              | Vasas Turbó                             |              |              |
| 1966 mer information    | Újpesti TE                | TFSE                      | NIM-SE                                  |              |              |
| 1967 mer information    | Újpesti TE                | Vörös Meteor              | Budapesti Közlekedési Vállalat Előre SC |              |              |
| 1968 mer information    | Újpesti TE                | NIM-SE                    | Budapesti Közlekedési Vállalat Előre SC |              |              |
| 1969 mer information    | NIM-SE                    | Újpesti TE                | Budapesti Közlekedési Vállalat Előre SC |              |              |
| 1970 mer information    | Újpesti TE                | NIM-SE                    | Budapesti Közlekedési Vállalat Előre SC |              |              |
| 1971 mer information    | NIM-SE                    | Újpesti TE                | Budapesti Közlekedési Vállalat Előre SC |              |              |
| 1972 mer information    | NIM-SE                    | Újpesti TE                | Budapesti Közlekedési Vállalat Előre SC |              |              |
| 1973 mer information    | NIM-SE                    | Újpesti TE                | Budapesti Spartacus SC                  |              |              |
| 1974 mer information    | NIM-SE                    | Újpesti TE                | Budapesti Spartacus SC                  |              |              |
| 1975 mer information    | NIM-SE                    | Újpesti TE                | Budapesti Spartacus SC                  |              |              |
| 1976 mer information    | NIM-SE                    | Újpesti TE                | Vasas Izzó                              |              |              |
| 1977 mer information    | NIM-SE                    | Újpesti TE                | Vasas Izzó                              |              |              |
| 1978 mer information    | NIM-SE                    | Vasas Izzó                | Újpesti TE                              |              |              |
| 1979 mer information    | NIM-SE                    | Újpesti TE                | Vasas Izzó                              |              |              |
| 1980 mer information    | Vasas Izzó                | NIM-SE                    | Újpesti TE                              |              |              |
| 1981 mer information    | NIM-SE                    | Vasas Izzó                | Újpesti TE                              |              |              |
| 1981-82 mer information | Vasas Izzó                | Vasas SC                  | Újpesti TE                              |              |              |
| 1982-83 mer information | Tungsram SC               | Vasas SC                  | Újpesti TE                              |              |              |
| 1983-84 mer information | Tungsram SC               | Újpesti TE                | Vasas SC                                |              |              |
| 1984-85 mer information | Tungsram SC               | Újpesti TE                | Budapesti Spartacus SC                  |              |              |
| 1985-86 mer information | Újpesti TE                | Tungsram SC               | Alba Volán SC                           |              |              |
| 1986-87 mer information | Újpesti TE                | Tungsram SC               | Vasas SC                                |              |              |
| 1987-88 mer information | Tungsram SC               | Újpesti TE                | Budapesti Vasutas SC                    |              |              |
| 1988-89 mer information | Vasas SC                  | Tungsram SC               | Eger Sportegyesület                     |              |              |
| 1989-90 mer information | Újpesti TE                | Vasas SC                  | Eger Sportegyesület                     |              |              |
| 1990-91 mer information | Eger Sportegyesület       | Budapesti Vasutas SC      | Tungsram SC                             |              |              |
| 1991-92 mer information | Tungsram SC               | Eger Sportegyesület       | Budapesti Vasutas SC                    |              |              |
| 1992-93 mer information | Tungsram SC               | Eger Sportegyesület       | Vasas SC                                |              |              |
| 1993-94 mer information | Eger Sportegyesület       | Tungsram SC               | Extrádé SC                              |              |              |
| 1994-95 mer information | Eger Sportegyesület       | Tungsram SC               | Vasas SC                                |              |              |
| 1995-96 mer information | Eger Sportegyesület       | Vasas SC                  | BSE                                     |              |              |
| 1996-97 mer information | Eger Sportegyesület       | Vértes Volán              | BSE                                     |              |              |
| 1997-98 mer information | Eger Sportegyesület       | BSE                       | Vértes Volán                            |              |              |
| 1998-99 mer information | Vértes Volán              | BSE                       | Eger Sportegyesület                     |              |              |
| 1999-00 mer information | Női RKE Nyíregyháza       | Eger Sportegyesület       | BSE                                     |              |              |
| 2000-01 mer information | Női RKE Nyíregyháza       | Eger Sportegyesület       | BSE                                     |              |              |
| 2001-02 mer information | Női RKE Nyíregyháza       | BSE                       | Jászberényi RK                          |              |              |
| 2002-03 mer information | Női RKE Nyíregyháza       | BSE                       | Vasas SC                                |              |              |
| 2003-04 mer information | BSE                       | Vasas SC                  | Kecskeméti RC                           |              |              |
| 2004-05 mer information | Vasas SC                  | Női RKE Nyíregyháza       | BSE                                     |              |              |
| 2005-06 mer information | BSE                       | Vasas SC                  | Női RKE Nyíregyháza                     |              |              |
| 2006-07 mer information | Női RKE Nyíregyháza       | Gödöllõ RC                | BSE                                     |              |              |
| 2007-08 mer information | Vasas SC                  | Női RKE Nyíregyháza       | BSE                                     |              |              |
| 2008-09 mer information | BSE                       | Női RKE Nyíregyháza       | Vasas SC                                |              |              |
| 2009-10 mer information | BSE                       | Vasas SC                  | Gödöllõ RC                              |              |              |
| 2010-11 mer information | BSE                       | Vasas SC                  | Újpesti TE                              |              |              |
| 2011-12 mer information | Vasas SC                  | Gödöllõ RC                | BSE                                     |              |              |
| 2012-13 mer information | Vasas SC                  | Gödöllõ RC                | Békéscsabai RSE                         |              |              |
| 2013-14 mer information | Békéscsabai RSE           | Vasas SC                  | Gödöllõ RC                              |              |              |
| 2014-15 mer information | Békéscsabai RSE           | Vasas SC                  | Újpesti TE                              |              |              |
| 2015-16 mer information | Békéscsabai RSE           | Vasas SC                  | Újpesti TE                              |              |              |
| 2016-17 mer information | Békéscsabai RSE           | Vasas SC                  | Női RKE Nyíregyháza                     |              |              |
| 2017-18 mer information | Békéscsabai RSE           | Női RKE Nyíregyháza       | Újpesti TE                              |              |              |
| 2018-19 mer information | Vasas SC                  | Női RKE Nyíregyháza       | Békéscsabai RSE                         |              |              |
| 2019-20 mer information | Ej utdelade               | Ej utdelade               | Ej utdelade                             |              |              |
| 2020-21 mer information | Női RKE Nyíregyháza       | Békéscsabai RSE           | Vasas SC                                |              |              |

## Resultat per klubb
| Lag                               | Antal titlar | Säsonger                                                               |
| --------------------------------- | ------------ | ---------------------------------------------------------------------- |
| NIM-SE                            | 11           | 1969, 1971, 1972, 1973, 1974, 1975, 1976, 1977, 1978, 1979, 1981       |
| Újpesti TE                        | 10           | 1962-63, 1964, 1965, 1966, 1967, 1968, 1970, 1985-86, 1986-87, 1989-90 |
| Tungsram SC                       | 8            | 1980, 1981-82, 1982-83, 1983-84, 1984-85, 1987-88, 1991-92, 1992-93    |
| Budapest SE                       | 7            | 1950, 1951, 2003-04, 2005-06, 2008-09, 2009-10, 2010-11                |
| Eger Sportegyesület               | 6            | 1990-91, 1993-94, 1994-95, 1995-96, 1996-97, 1997-98                   |
| Vasas SC                          | 6            | 1988-89, 2004-05, 2007-08, 2011-12, 2012-13, 2018-19                   |
| Női RKE Nyíregyháza               | 6            | 1999-00, 2000-01, 2001-02, 2002-03, 2006-07, 2020-21                   |
| Békéscsabai RSE                   | 5            | 2013-14, 2014-15, 2015-16, 2016-17, 2017-18                            |
| Petőfi                            | 3            | 1953-54, 1955, 1957                                                    |
| Vasas Ganzvillamossági SK         | 3            | 1953, 1958-59, 1961-62                                                 |
| Columbia SE                       | 2            | 1947, 1947-48                                                          |
| Ganz                              | 2            | 1948-49, 1949-50                                                       |
| Vörös Meteor Egyetértés Sportklub | 2            | 1957-58, 1959-60                                                       |
| Haladás                           | 1            | 1952                                                                   |
| Vértes Volán                      | 1            | 1998-99                                                                |